# Agno Chico
El Agno Chico es un pequeño río filipino situado en la isla de Luzón, en la provincia de Pangasinán. 

## Geografía
Nace al extremo septentrional de  la  cordillera de los montes Zambales, que antaño limitaba las provincias de Zambales y Pagasinán, cerce del límite con el municipio de Labradotr. Discurre con dirección al 0este, y desagua, después de breve curso, en el Mar de la China Meridional, al oeste del golfo de Lingayén formando un pequeño seno al sur del cabo de Bolinao.
Baña los municipios de Mabini y Agno.
Limita los municipios de Mabini, margen derecha, y Burgos, en la margen izquierda.